# Селена Дельгадо Лопес
Селена Дельгадо Лопес (Selene Delgado Lopez) — городская легенда, распространившаяся в 2020 году. 
По легенде, это пользователь Facebook, который находится у всех в списке друзей в этой социальной сети.

## История
В 2020 году в испаноязычном Facebook появились сообщения о некоем пользователе «Selene Delgado Lopez», который добавлен в друзья у каждого пользователя. Позже об этом начали говорить и в других странах. Пользователи отождествляли пользователя с девушкой Селеной Дельгадо, пропавшей в 1990-х годах и показанной тогда на телеканале Canal 5. Позднее выяснилось, что история о загадочном пользователе является выдумкой. Это доказывается тем, что в Facebook в друзья можно добавить не более пяти тысяч человек, а люди сообщали о «миллиардах». Некоторые пользователи провели параллели между лицом пропавшей Селены Дельгадо и серийного убийцы Деррика Ли, исходя из того, что лица сильно похожи, пользователи решили, что самой Селены Дельгадо никогда не существовало. Позже фотороботом Деррика Ли начали обозначать именно Селену, так, например, бот Селены Дельгадо в модификации NextBot Chase игры Garry’s Mod имеет лицо Деррика.